# قسم حومة الريفي (مقاطعة دامغان)
قسم حومة الريفي (بالفارسية: دهستان حومه دامغان) هي قسم تقع في إيران في قسم. يقدر عدد سكانها بـ 4,318 نسمة .